# Leitoscoloplos banzareae
Leitoscoloplos banzareae är en ringmaskart som beskrevs av Mackie 1987. Leitoscoloplos banzareae ingår i släktet Leitoscoloplos och familjen Orbiniidae. Inga underarter finns listade i Catalogue of Life.